# Sparks (gruppo musicale)
Gli Sparks sono un gruppo musicale pop-rock statunitense, fondato a Los Angeles nei primi anni settanta. Il gruppo è composto dai fratelli Ron (tastiere) e Russell Mael (voce), gli unici due membri permanenti, più vari membri e musicisti di supporto che sono cambiati nel corso del tempo. Oggi considerati un gruppo di culto, gli Sparks hanno goduto di maggiore successo in Europa che nel loro paese d'origine.

## Storia del gruppo
Gli Sparks si formarono a Los Angeles nel 1968 con il nome di Halfnelson. Dopo aver catturato l'attenzione del produttore Todd Rundgren, pubblicarono il primo album omonimo nel 1971. La band ripubblicò il disco nel 1972 usando l'alias definitivo Sparks. L'insuccesso dell'album e del seguente A Woofer in Tweeter's Clothing (1973), portò il gruppo a trasferirsi in Inghilterra, dove vennero messi sotto contratto dalla Island Records. Kimono My House del 1974, il primo album di successo del gruppo losangelino, contiene i singoli This Town Ain't Big Enough for Both of Us e Amateur Hour, che raggiunsero rispettivamente le posizioni numero 2 e 7 della UK Singles Chart nel 1974.
Si segnalano, tra gli altri successi, la hit disco The Number One Song in Heaven del 1979, prodotta da Giorgio Moroder assieme agli altri brani di No. 1 in Heaven; When I'm With You, altro singolo prodotto da Moroder ed estratto da Terminal Jive che entrò nella classifica dei singoli francesi nel 1980; il singolo I Predict, che rappresentò la prima apparizione degli Sparks nella Billboard Hot 100, raggiungendo il numero 60 nel maggio 1982 e il singolo del 1983 Cool Places, con la chitarrista e cantante delle Go-Go's Jane Wiedlin. Durante gli anni ottanta, gli Sparks non riuscirono a ripetere il successo ottenuto negli anni ottanta; riuscirono a entrare nelle classifiche tedesche ed europee con When Do I Get To Sing "My Way" del 1994. Il gruppo ha spesso fatto parlare di sé per il loro look bislacco mostrato durante i concerti e la presenza scenica teatrale, caratterizzata dal contrasto tra le figura animata e iperattiva di Russell e l'atteggiamento serioso e impassibile di Ron.
Il duo pubblicò nel 2015 un album con il gruppo indie rock scozzese Franz Ferdinand, sotto il nome di FFS. Nel 2017 gli Sparks pubblicano Hippopotamus, che entra nella UK Album Chart al n. 7 e che segna la prima apparizione nella top-ten britannica in oltre quarant'anni.
Il regista Edgar Wright ha portato al Sundance Film Festival 2021 un documentario su di loro, con lo slogan di lancio Il gruppo preferito dal vostro gruppo preferito, dal titolo The Sparks Brothers. L'estate successiva viene presentato al Festival di Cannes il musical da loro concepito Annette, diretto da Leos Carax con protagonisti Adam Driver e Marion Cotillard.

## Stile  musicale
La loro musica è un pop-rock, eseguito con un approccio compositivo stravagante e spesso accompagnato da testi inusuali, sofisticati. A caratterizzarli vi sono la voce in falsetto di Russell Mael e l'intricato e ritmico stile di tastiera di Ron. Sono considerati uno dei primi gruppi glam rock della storia ed ebbero una notevole influenza sullo sviluppo del genere. Allmusic considere la band un gruppo dance rock, new wave, contemporary pop/rock, proto-punk, post disco e club dance.
Dopo i primi due album rock sulla scia di Alice Cooper, gli Sparks si convertirono a un più melodico glam rock con riferimenti a The Beatles, The Beach Boys e Roxy Music. Durante la fine degli anni settanta, grazie alla collaborazione con Giorgio Moroder e successivamente con i Telex, gli Sparks si reinventarono come gruppo new wave/synth-pop. Tra le altre fonti di ispirazione del gruppo vi sono l'hard rock, il pop psichedelico, la disco music (come confermano soprattutto i due album Nº 1 in Heaven del 1979 e Terminal Jive del 1980), e la musica classica e orchestrale (come sottolineano Lil' Beethoven del 2002 e Hello Young Lovers del 2006).

## Impatto culturale
Nel suo libro Substance: Inside New Order (2007), Peter Hook dei New Order ha citato la produzione di Giorgio Moroder su The Number One Song in Heaven come una grande influenza quando la sua band ha cambiato stile musicale per produrre canzoni rock electro/dance come Temptation nel 1982. I New Order hanno suonato una versione live estesa di When I'm With You a Milano. Quando hanno iniziato a suonare nei Depeche Mode, il cantante Dave Gahan e il compositore Martin Gore li hanno citati come una delle loro band preferite. Gore ha anche realizzato una cover di Never Turn Your Back su Mother Earth nel suo EP Counterfeit del 1989. Altri gruppi come Human League ed Erasure hanno menzionato la band tra le loro influenze. Stando a quanto documenta Daryl Easlea nel suo libro Talent Is an Asset: The Story of Sparks (2009), Nick Rhodes dei Duran Duran dichiarò, a proposito di This Town is not ...: «C'era qualcosa in loro che era molto diverso: sono stato subito affascinato da quella canzone».
Gli Sparks sono stati citati anche dalla band indie pop The Smiths: Morrissey battezzò Kimono My House come uno dei suoi dischi preferiti di sempre. I Siouxsie and the Banshees hanno registrato una versione di This Town Ain't Big Enough for Both of Us come canzone di apertura del loro album cover Through the Looking Glass. Thurston Moore di Sonic Youth ha incluso anche questo singolo di Sparks nella sua lista di canzoni preferite di tutti i tempi. Thurston Moore avrebbe poi eseguito la canzone con gli Sparks durante il loro tour Revenge of Two Hands, One Mouth alla Union Chapel di Londra nel 2013. Joey Ramone ha anche menzionato il suo apprezzamento per i loro dischi, come ha fatto successivamente il gruppo They Might Be Giants.

## Formazione

### Membri attuali
- Russell Mael – voce
- Ron Mael – tastiere
- Steven Nistor – batteria
- Evan Weiss – chitarra, voce
- Eli Pearl – chitarra, voce
- Tyler Parkford – tastiere, voce
- Max Whipple – basso, voce
- Patrick Kelly – basso, voce
- Alex Casnoff – tastiere, voce

### Ex membri
- Earle Mankey – chitarra, voce
- Jim Mankey – basso
- Harley Feinstein – batteria
- Martin Gordon – basso
- Adrian Fisher – chitarra
- Norman "Dinky" Diamond – batteria, percussioni
- Trevor White – chitarra
- Ian Hampton – basso
- Sal Maida – basso
- Jeffrey Salen – chitarra, voce
- Mayo James McAllister - chitarra
- Hilly Boy Michaels – batteria
- Leslie Bohem – basso, voce
- Bob Haag – chitarra, voce
- David Kendrick – batteria
- James Goodwin – sintetizzatore
- Christi Haydon – batteria, voce
- Tammy Glover – batteria, voce
- Dean Menta – chitarra
- Jim Wilson – chitarra, voce
- Steven Shane McDonald – basso, voce
- Josh Klinghoffer - chitarra
- Marcus Blake – basso, chitarra, voce

## Discografia
Album in studio
- 1971 – Halfnelson (come Halfnelson)
- 1972 – A Woofer in Tweeter's Clothing
- 1974 – Kimono My House
- 1974 – Propaganda
- 1975 – Indiscreet
- 1976 – Big Beat
- 1977 – Introducing Sparks
- 1979 – Nº 1 in Heaven
- 1980 – Terminal Jive
- 1981 – Whomp That Sucker
- 1982 – Angst in My Pants
- 1983 – In Outer Space
- 1984 – Pulling Rabbits Out of a Hat
- 1986 – Music That You Can Dance To
- 1988 – Interior Design
- 1994 – Gratuitous Sax & Senseless Violins
- 1997 – Plagiarism
- 2000 – Balls
- 2002 – Lil' Beethoven
- 2006 – Hello Young Lovers
- 2008 – Exotic Creatures of the Deep
- 2009 – The Seduction of Ingmar Bergman
- 2015 – F·F·S (col nome FFS insieme ai Franz Ferdinand)
- 2017 – Hippopotamus
- 2020 - A Steady Drip, Drip, Drip
- 2023 - The Girl Is Crying in Her Latte
- 2024 - MAD!

## Colonne sonore
- Con le buone maniere si ottiene tutto (Bad Manners), regia di Robert Houston (1984)
- Annette, regia di Leos Carax (2021)

## Premi e riconoscimenti
Premio César - 2022
Migliore musica da film - Annette
Cannes Soundtrack Award 2021 - vincitore
Best Composer - Annette 
Florida Film Critics Circle 2021 - nomination
Best Score - Annette
Premio Lumière 2022 - vincitore
Best Music - Annette